# Хэйхэ
Хэйхэ́ (кит. 黑河, пиньинь Hēihé, буквально: «Чёрная река») — городской округ в провинции Хэйлунцзян (КНР). Исторический город на месте современного Хэйхэ носил маньчжурское название Сахалян (в переводе — «чёрный»). 

## География
Хэйхэ расположен на правом берегу реки Амур, напротив российского города Благовещенска, с которым связан регулярным речным сообщением и автомобильным мостом.

### Климат
- Среднегодовая температура — +1,6 °C
- Среднегодовая влажность воздуха — 67 %.
- Среднегодовая скорость ветра — 2,0 м/c.

| Показатель                    | Янв.  | Фев.  | Март  | Апр.  | Май  | Июнь | Июль | Авг. | Сен. | Окт.  | Нояб. | Дек.  | Год   |
| ----------------------------- | ----- | ----- | ----- | ----- | ---- | ---- | ---- | ---- | ---- | ----- | ----- | ----- | ----- |
| Абсолютный максимум, °C       | 0,2   | 7,0   | 20,3  | 27,9  | 34,7 | 39,4 | 37,7 | 36,9 | 33,5 | 28,0  | 13,4  | 3,6   | 39,4  |
| Средний суточный максимум, °C | −15,6 | −9,5  | −0,5  | 11,0  | 19,5 | 25,5 | 27,3 | 25,1 | 18,9 | 9,1   | −4,9  | −14,7 | 7,6   |
| Средняя температура, °C       | −21,5 | −16,3 | −6,8  | 4,7   | 12,8 | 19,3 | 21,8 | 19,6 | 12,7 | 3,2   | −10   | −19,8 | 1,6   |
| Средний суточный минимум, °C  | −26,2 | −21,9 | −12,6 | −1,2  | 6,6  | 13,6 | 17,2 | 15,1 | 7,6  | −1,5  | −14,1 | −24,1 | −3,5  |
| Абсолютный минимум, °C        | −44,5 | −45,4 | −35,7 | −17,7 | −7,5 | 0,1  | 8,2  | 4,4  | −4,3 | −24,8 | −32,9 | −41,2 | −45,4 |
| Норма осадков, мм             | 7     | 5     | 11    | 31    | 46   | 83   | 125  | 123  | 64   | 26    | 14    | 8     | 543   |

## История
13 декабря 1683 года в этих местах для наблюдения за россиянами был основан военный пост Айгунь, ставший резиденцией хэйлунцзянского генерал-губернатора (цзянцзюня).
После взятия Албазина и подписания в 1689 году Нерчинского договора город Айгунь был перенесён на новое место, на 3 версты ниже по течению Амура.
В период очередного этапа освоения Приамурских земель в середине XIX века на месте бывшего поста отмечено расселение маньчжурских крестьян. 
В 1856 году войсковой старшина Хилковский Н. А. в рапорте об организации Усть-Зейского поста (будущего города Благовещенска) докладывал о наличии на противоположном берегу Амура «Сахалинской деpевни». Далее в документах и источниках деревню чаще всего называли «Сахалян», с маньчжурского — "чёрный". В деревне проживали маньчжуры, подданные Циньской империи. 
После подписания в 1858 году Айгунского договора, определившего границы между Российской и Цинской империями по реке Амур, деревня Сахалян начинает активно развиваться. Двухсторонними соглашениями о границе обоих государств и правилами сухопутной торговли на расстоянии 100 китайских ли (около 50 русских вёрст) в ту и другую сторону была установлена зона свободной и беспошлинной торговли (за исключением продажи чая и водки).
К концу XIX века Сахалян становится крупным приграичным селением с русско-китайской торговлей. По четвергам в Благовещенске проходит Маньчжурская ярмарка, где жители города обменивали у китайских подданных продукты питания, буду (просо), дешевые бытовые товары на ткани, меховые изделия, женьшень, панты и другие товары. 
После Маньчжурского инцидента 1900 года Сахалян и другие приграничные населенные пункты по берегам Амура покинуло почти всё китайское население. Однако в 1903—1904 годах китайские крестьяне начинают возвращаться на Амур и русско-китайское взаимодействие в торгово-экономической сфере было полностью восстановлено.
В 1912 году после падения Империи Цинь Сахалян получает статус уездного города. В конце 1912 года таможня из города Айхуэй была перенесена в город Сахалян. С этого момента Сахалян стал китайско-российским торговым портом. В городе жили не только китайские и русские купцы, но также предприниматели из Японии, США, Германии, Франции и других стран. Город был известен как «торговый порт всех наций».
В период японской оккупации Маньчжурии с 1932 года Сахалян оказывается под контролем японской Квантунской армии. В городе были размещены военные части для контроля над советской границей. Для гражданского населения введены жесткие ограничения на передвижения по Амуру. Торговля и шпионаж карались смертельной казнью.
10 и 11 августа 1945 года в рамках Маньчжурской операции Второй мировой войны город Сахалян был освобожден от японских захватчиков. С кораблей Зея-Буреинской бригады (командир бригады капитан 1-го ранга М. Г. Воронков) успешно были высажены десанты войск 2-й Краснознаменной армии (командующий генерал-лейтенант танковых войск М. Ф. Терехин) в районе города Сахалян. Сахалянский десант успешно справился с поставленной задачей и обеспечил проход советских войск на территорию Маньчжурии.
В 1983 году город Сахалян официально был переименован в Хэйхэ. По мнению Компартии название "Сахалян" имело маньчжурское происхождение и после образования КНР и укрепления китайской идентичности старые названия, связанные с маньчжурскими или другими некитайскими корнями, требовали замены на "китайские".
Решением Госсовета КНР от 9 февраля 1993 года был образован городской округ Хэйхэ, а территория бывшего городского уезда Хэйхэ стал районом Айхуэй в его составе.
С 2004 года гражданам России был открыт безвизовый доступ в образованную здесь зону свободной российско-китайской торговли.  
С марта 2020 года границы были закрыты, безвизовый режим прекратил действовать. Для граждан России в приграничном формате действует упрощенный визовый режим.
Сейчас город Хэйхэ — это "Ворота в Китай" для Дальнего Востока России. В городе активно развивается туризм, торговля и приграничное сотрудничество между двумя странами.

## Административное деление
Городской округ Хэйхэ делится на 1 городской район, 3 городских уезда и 2 уезда：
|   |                |           |            |                 |                        |              |                                |
| # | Статус         | Название  | Иероглифы  | Пиньинь         | Население (2010), чел. | Площадь, км² | Плотность населения (чел./км²) |
| 1 | Район          | Айхуэй    | 爱辉区     | Àihuī qū        | 211 313                | 13 993       | 14                             |
| 2 | Городской уезд | Бэйань    | 北安市     | Běi'ān shì      | 436 444                | 6313         | 74                             |
| 3 | Городской уезд | Удаляньчи | 五大连池市 | Wǔdàliánchí shì | 326 390                | 9800         | 37                             |
| 4 | Городской уезд | Нэньцзян  | 嫩江市     | Nènjiāng shì    | 495 519                | 15 360       | 33                             |
| 5 | Уезд           | Сюнькэ    | 逊克县     | Xùnkè xiàn      | 101 411                | 17 020       | 6                              |
| 6 | Уезд           | Суньу     | 孙吴县     | Sūnwú xiàn      | 102 821                | 4454         | 22                             |

## Экономика
Промышленное производство сконцентрировано в Экспериментальной свободной экономической зоне Хэйхэ.

### Энергетика
В западной части Хэйхэ построена подстанция для импорта электроэнергии из России. Передача электроэнергии осуществляется по ЛЭП 500 кВ «Амурская — Хэйхэ» с подстанции Амурская Амурского ПМЭС. В свою очередь на ПС Амурская электроэнергия поступает от Зейской ГЭС и Бурейской ГЭС.
В декабре 2019 года был введён в эксплуатацию газопровод Хэйхэ — Шанхай. По нему перекачивается российский газ, который поступает в Китай по газопроводу «Сила Сибири» через Амурский газоперерабатывающий завод.

## Транспорт

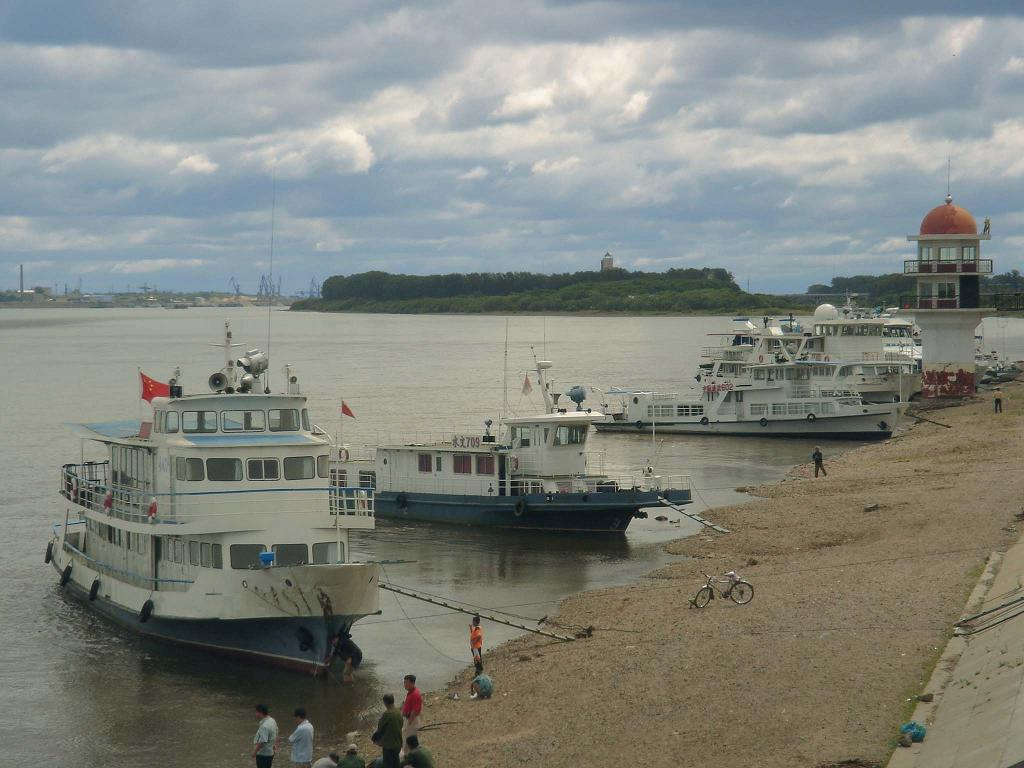
Река Амур в Хэйхэ

Отсюда начинается трансманчжурская трасса Годао 202 (сокращённое название G202), которая связывает Хэйхэ и Люйшунькоу через весь Северный Китай. Также имеются железнодорожная станция и аэропорт.
Через речной порт Хэйхэ компания COFCO Group осуществляет импорт зерна из России.

## Города-побратимы
Хэйхэ является городом-побратимом следующих городов:
- Благовещенск, Россия
- Красноярск, Россия
- Якутск, Россия
- Чебоксары, Россия
- Москва, Россия

## Галерея

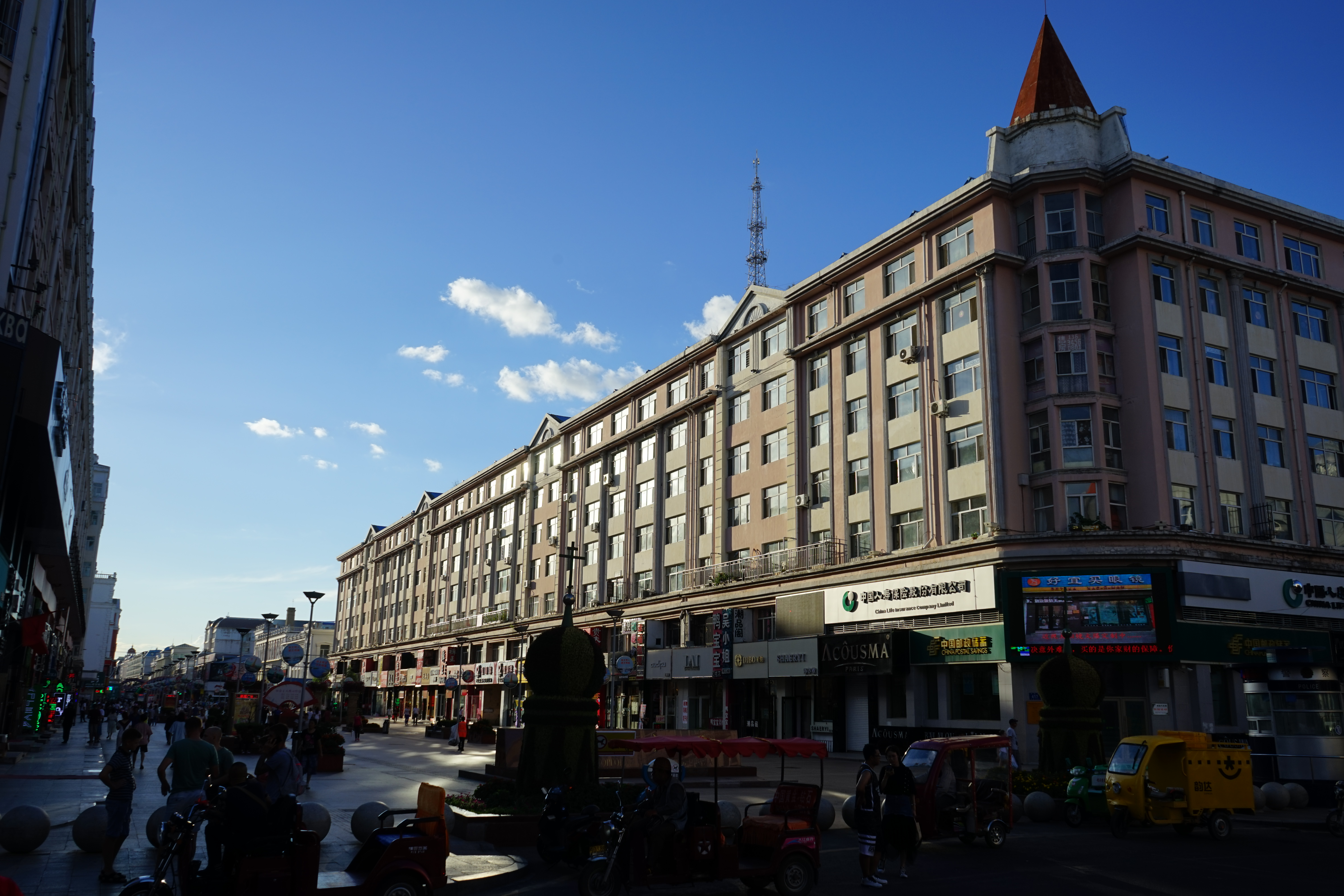
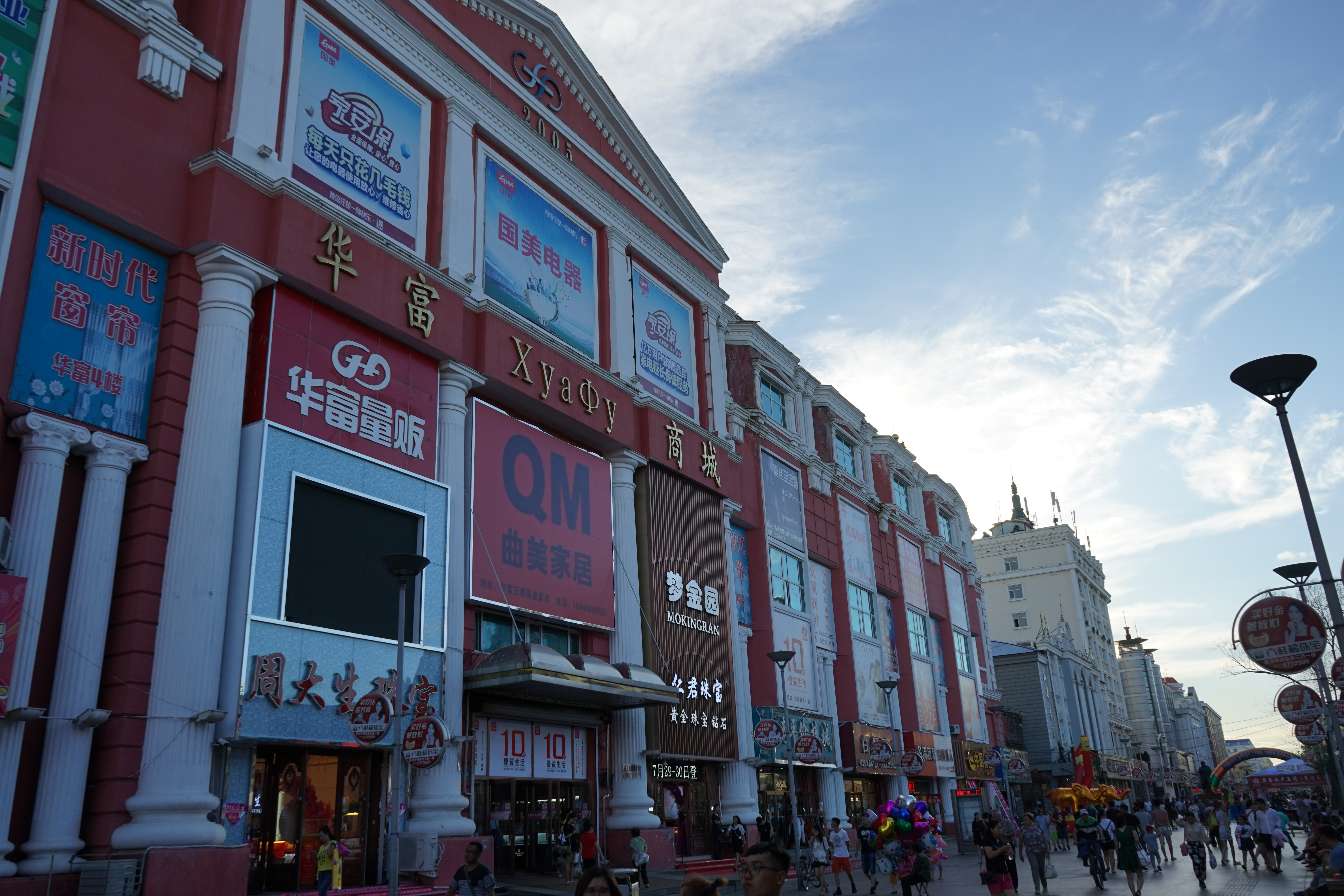
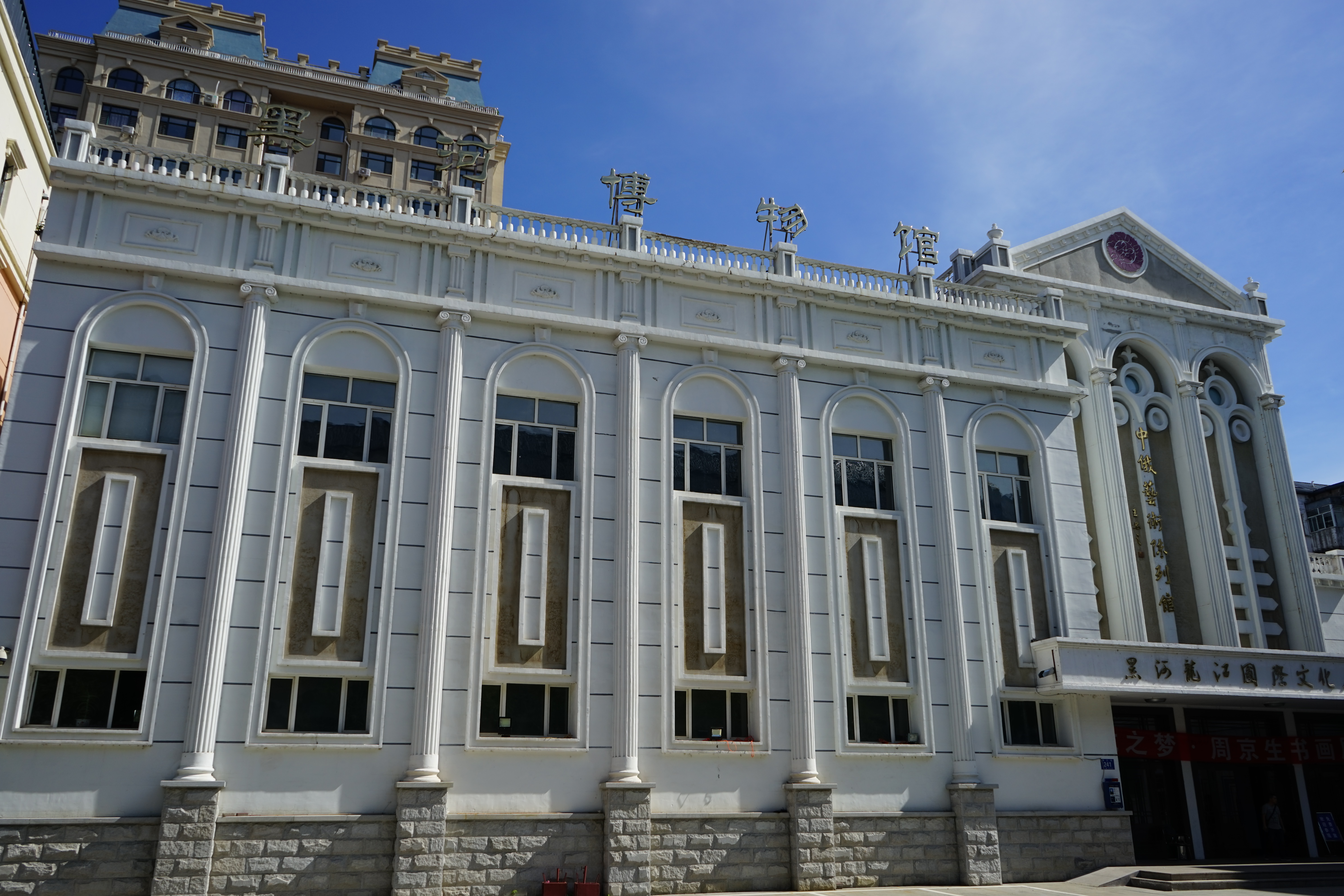
Музей Хэйхэ
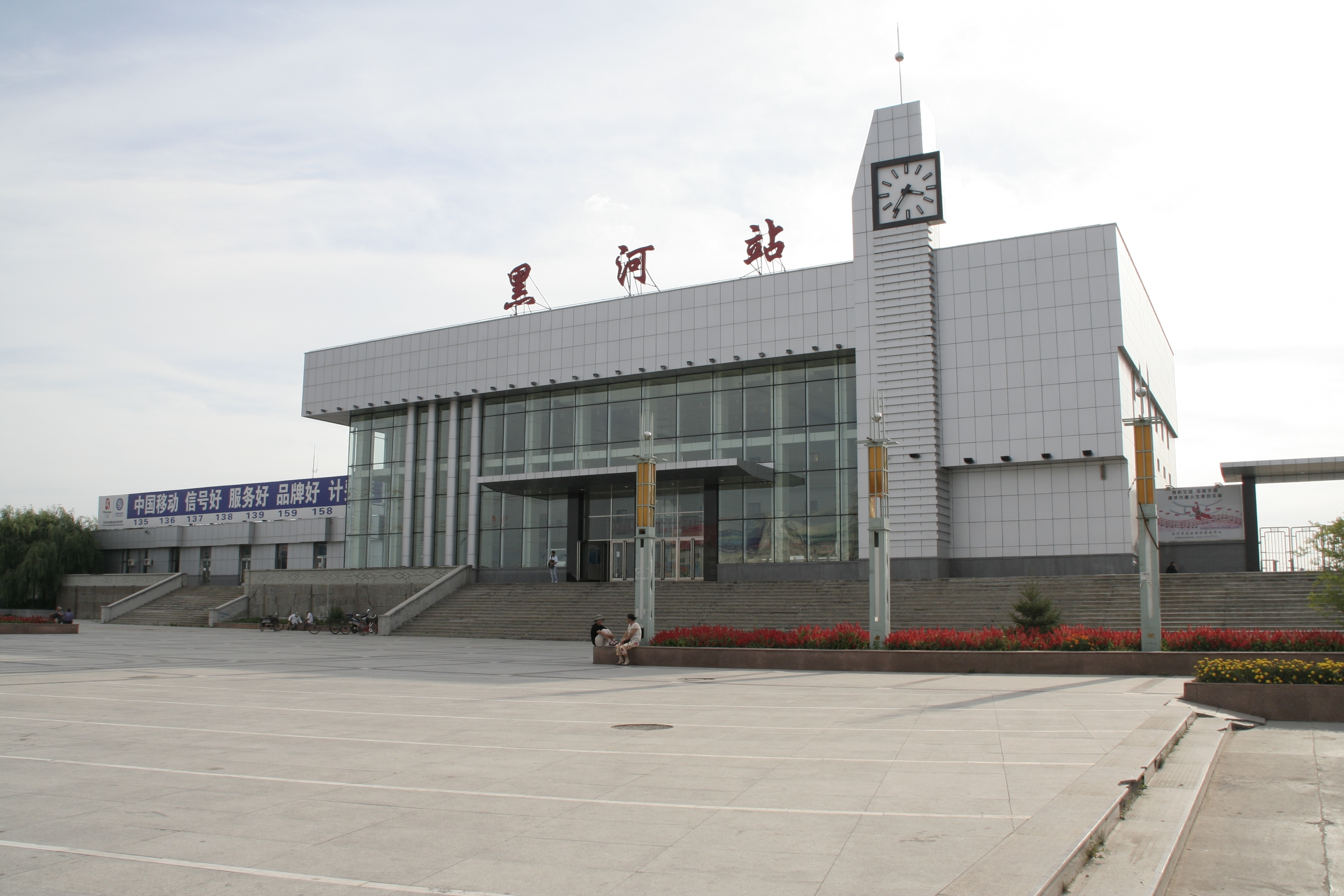
Здание железнодорожной станции Хэйхэ в 2008 году
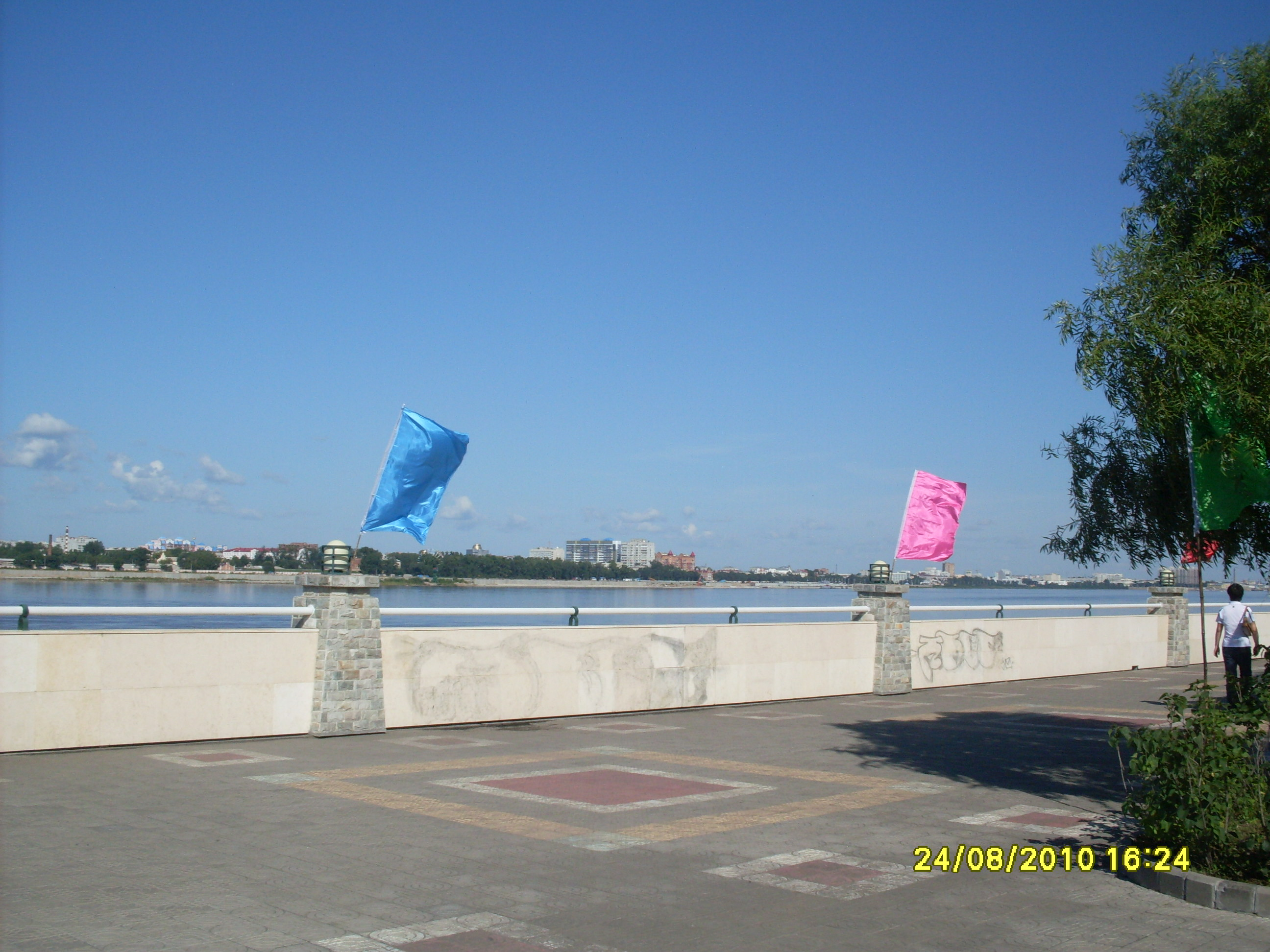
Вид на Благовещенск с набережной г. Хэйхэ
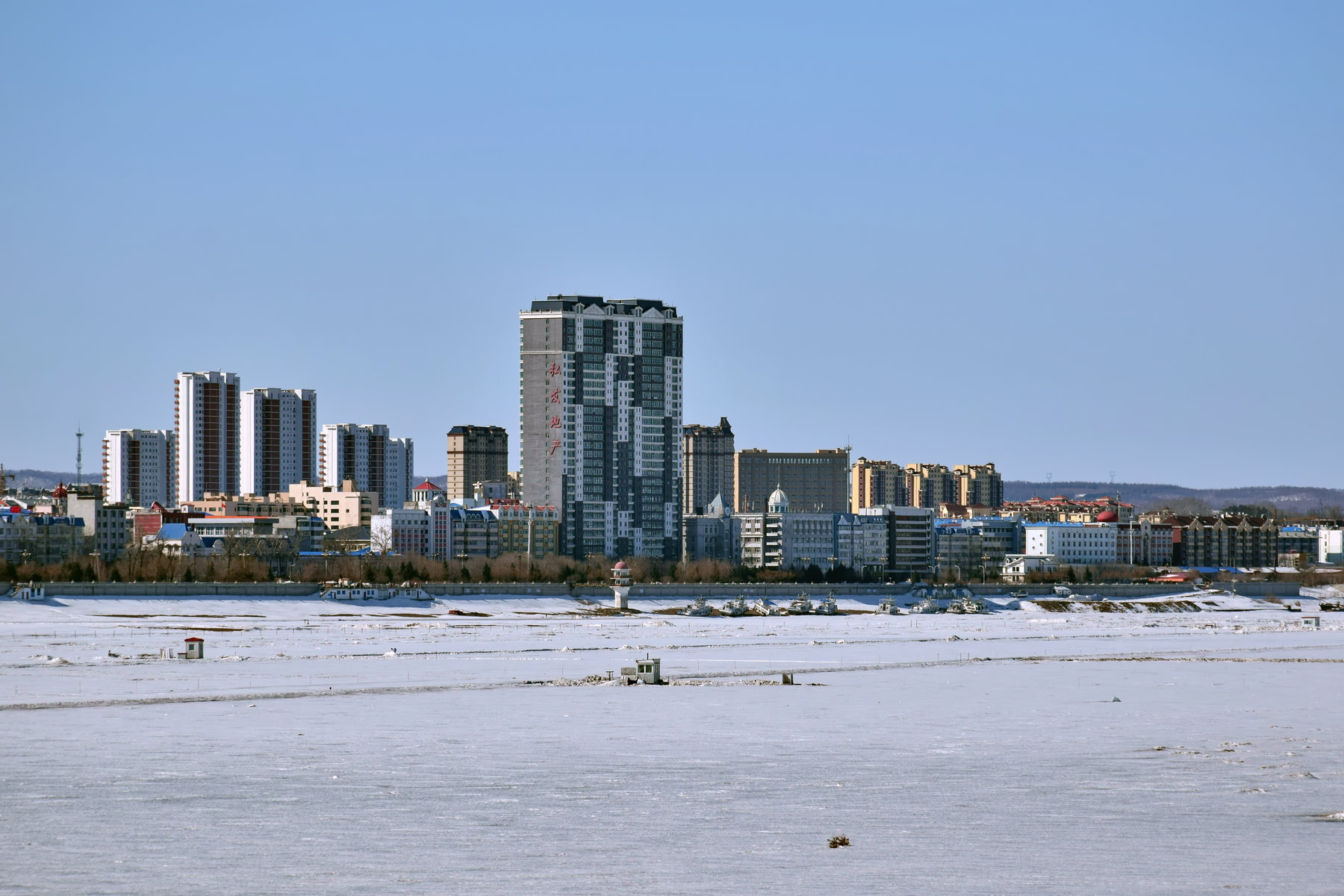
Вид на Хэйхэ из Благовещенска